# Nameless (ねごとの曲)
「nameless」（ネームレス）は、ねごとの楽曲。同グループ4枚目のシングルとして2012年11月7日にKi/oon Musicから発売された。

## 解説
- 「negoto3 project」と題されたねごとの4ヶ月連続リリース企画の第一弾シングル。
- この企画ではN盤と呼ばれる本作の他に、G盤の「greatwall」、T盤「たしかなうた」の2枚のシングルおよび2ndアルバム「5」がリリースされた。
- 期間限定生産盤にはシングルにあわせて、表題曲となっている「nameless」のミュージックビデオを収録したDVDがついているほか、メンバーオリジナルデザインのメッセージプリントが封入されている(全4種中1種)。

## 収録曲
1. nameless
作詞：蒼山幸子（All songs)
2. 100
作曲：沙田瑞紀・蒼山幸子

| スタブアイコン | サブスタブ | この項目は、まだ閲覧者の調べものの参照としては役立たない、シングルに関連した書きかけの項目です。この項目を加筆・訂正などしてくださる協力者を求めています（P:音楽/PJ:楽曲）。 |